# Praam (vaartuig)

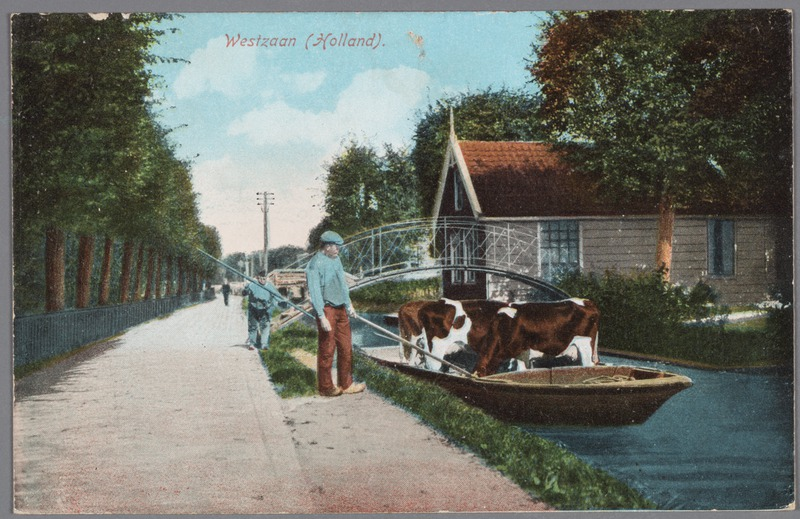
Praam met weegboom. Transport van vee. Collectie Zuiderzeemuseum

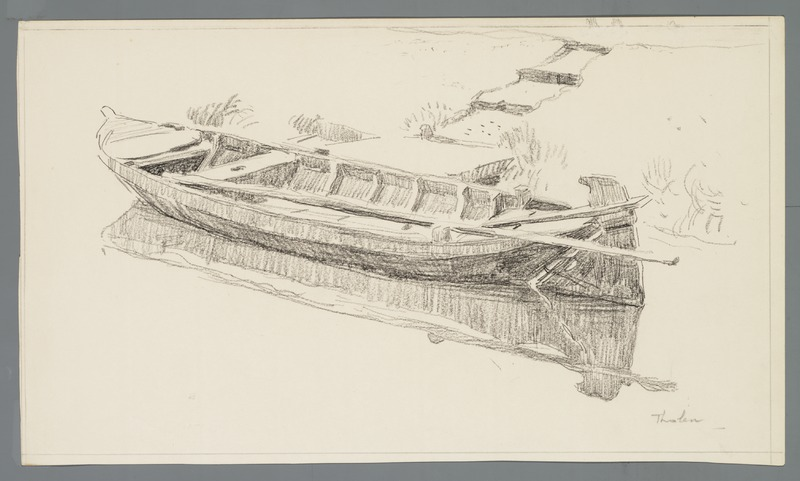
Praam met schuifstok. Transport. Collectie Zuiderzeemuseum. W.B. Tholen.

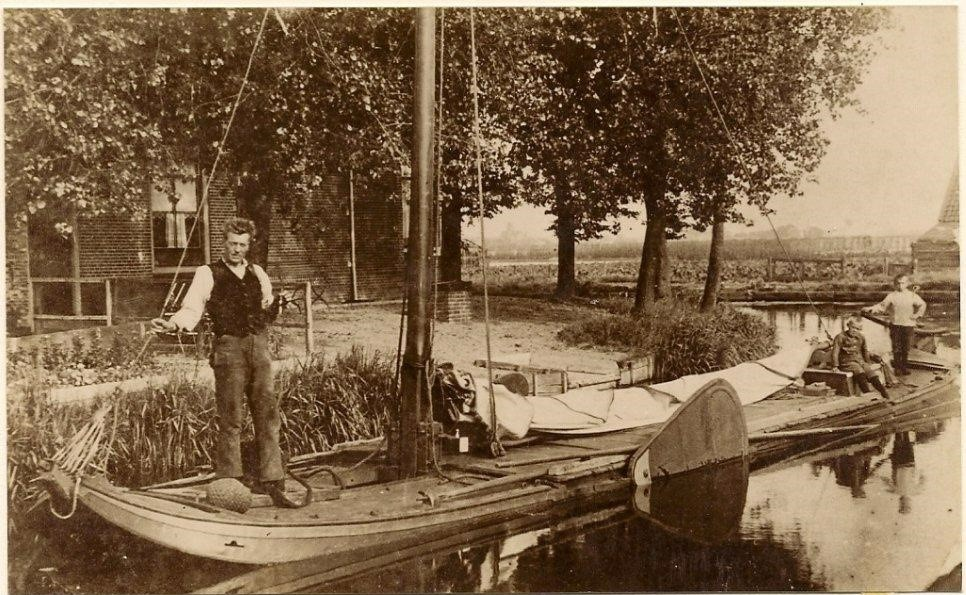
Westlandse praam (12 ton) met schuifstok en zeiltuig. Transport van spoeling mest uit Schiedam naar het Westland

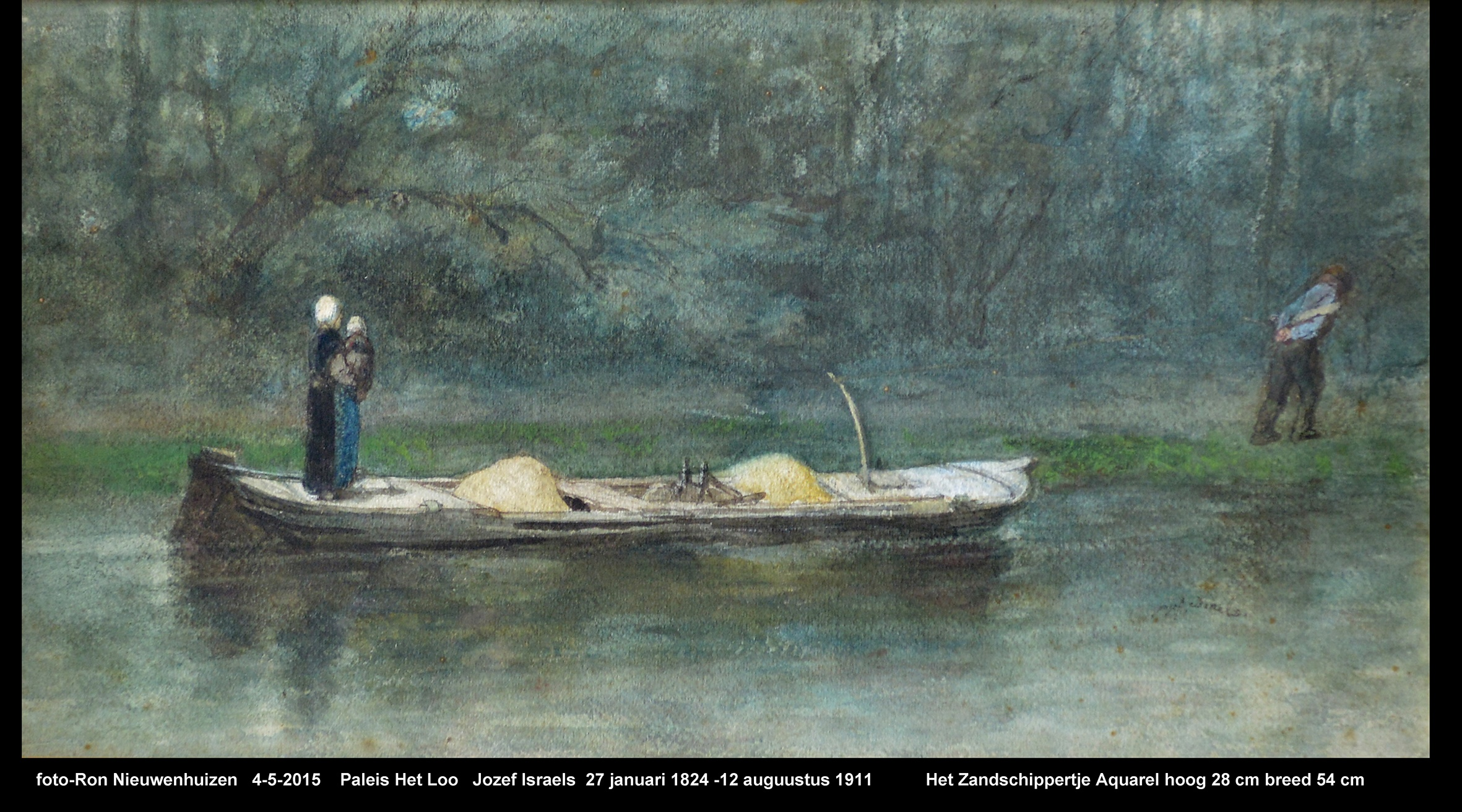
Westlands praampje. Transport van zand. 6 ton. J. Israëls 1875.

Een praam is een platbodem vaartuig voor ondiepe binnenwateren. De functie van een praam is het vervoer van landbouwproducten, turf, bagger, vee, riet, stro, bomen en planten. Een praam heeft dus altijd een relatie met het werk, dat op het land werd gedaan. Een praam wordt vrijwel altijd voortbewogen met een (schuif)stok of een (weeg) boom. De duiding  'praam'  heeft mogelijk een betekenisrelatie met het middeleeuwse woord 'pramen' = drukken, dwingen.

## Kenmerken
Op basis van onderzoek naar bouwkenmerken van meer dan vierhonderd houten bedrijfsvaartuigen heeft G. J. Schutten een zevental bouwordes gedefinieerd. Binnen een bouworde hebben houten bedrijfsvaartuigen overeenkomstige bouwkenmerken. De overeenkomsten worden nog groter, wanneer deze bedrijfsvaartuigen werkzaam zijn binnen een beperkt vaargebied of vaarzone. We kunnen denken aan de veengebieden in Oost-Nederland of een poldergebied in West-Nederland. Binnen een vaargebied zijn deze bedrijfsvaartuigen bovendien aangepast aan de diepgang van een vaart of kanaal en de breedte van sluizen. Het onderzoek van G. J. Schutten laat zien, dat in elke bouworde pramen voorkomen. Dit betekent, dat een praam niet een eenduidig gedefinieerd scheepstype is, maar dat de duiding van 'praam' is blijven voortleven vanuit zijn oorspronkelijke functie, namelijk transport van landbouwproducten, turf, bagger, vee, riet, stro etc. en dat de schuit oorspronkelijk werd voortgeduwd. Per bouworde kunnen pramen in bouwwijze aanzienlijk verschillen, maar niet in functie!
Wanneer in de negentiende eeuw sluizen worden verbreed en vaarten worden verdiept, wordt vaak opdracht gegeven voor de bouw van een grotere praam. De oorspronkelijke duiding van 'praam' blijft bestaan, omdat de functie van de schuit niet verandert. Grotere pramen en bredere kanalen moedigen schippers aan, om in plaats van te duwen of met een haam vanaf de wallekant te slepen, over te gaan tot de aanschaf van een kanaaltuig. Het vergroten van het draagvermogen van een praam werd soms ook gerealiseerd door het opboeien van de oorspronkelijke schuit. Dan ontstaat de naam 'boeierpraam'.
De stelling, dat de duiding 'praam' is verbonden aan de wijze van voortbewegen en de functie van de schuit, wordt versterkt door het feit, dat uit het onderzoek van G.J. Schutten blijkt, dat er op de rivieren en in de Biesbosch geen oude houten scheepstypen zijn waargenomen, die de duiding 'praam' in hun naamgeving hebben. (Schutten: Continentale bouworde)  Dit is logisch, omdat deze vaargebieden stromend water kennen en over het algemeen te diep en te breed zijn om met een stok te worden voortbewogen. Dezelfde redenering geldt voor de scheepjes op de Zuiderzee en kustvaart.(Schutten: bouworde van kielvaartuigen)
Bovendien hebben beide bouwordes geen relatie met het werk op het platteland.
Aan de duiding 'praam' is vaak een stad- streek- of dorpsnaam toegevoegd. Deze naam verwijst naar het vaargebied of vaarzone, waar de praam oorspronkelijk werd gebouwd en gebruikt. De naam verwijst tevens naar een verzameling van schuiten met overeenkomstige bouwkenmerken. Dus een Westlandse praam (Verzameling van Westlandse schuiten. Van Zeijl. p. 11) kan in bouwwijze grote verschillen vertonen met een Friese veepraam. (Verzameling van Friese pramen. Schutten, p. 243 inv. 2.8)
Slechts enkele verzamelingen van pramen hebben een stalen opvolger gekend. Zo zijn  de Westlandse pramen, de Friese pramen, een enkele boeierpraam en een enkele Meppelerpraam later in staal gebouwd.

## Scheepstypen
- Westlandse praam. Sub-bouworde Vlaams-C. (van Zeijl p. 63. Verzameling van Westlandse schuiten ) Draagvermogen max. 12 ton. Oorspronkelijk gebruikt voor het transport van spoelingmest uit omgeving van Schiedam naar het Westland. Later vervoert  de Westlandse praam turf uit Vinkeveen, stookolie, steenkool, en bouwmaterialen ten behoeve van de Westlandse tuinbouw
- Westlands praampje. Sub-bouworde Vlaams-C. ( van Zeijl p. 66. Verzameling van Westlandse schuiten) Draagvermogen max. 6 ton. Oorspronkelijk gebruikt voor het transport van zand uit de duinen naar tuinbouwbedrijven. Vanaf 1889 transport van tuinbouwproducten naar de veiling.
- Roelofarendsveense praam of Veense hele praam. Zuid-Hollandse bouworde. (Schutten, p.296. Verzameling vaartuigen van Roelofarendsveen inv. 8.6) Draagvermogen 5 ton. Deze praam was het standaardscheepstype in de omgeving van de Braassemermeer. Transport van bagger door beroepsbaggeraars.
- Hoogeveensche of markt- praam. Zuid-Hollandse bouworde. (Schutten, p. 384. Verzameling Drentse en Overijsselse turfpramen inv. 8.14. ) Draagvermogen 25 tot 35 ton. Een klein model praam, dat in de 17de en de 18de eeuw waarschijnlijk nauwelijks werd gezeild, maar vooral werd geboomd. De Hoogeveense pramenschippers werden ook wel praamschuivers genoemd. In de praam kon twee dagwerk turf worden vervoerd. De Hoogeveense pramen kwamen over het algemeen niet verder dan Zwartsluis. Hier werd de turf overgeslagen op grotere Meppeler pramen.(draagvermogen 100 tot 118 ton) Deze gingen de IJssel op, of maakten de overtocht naar Holland om daar de turf te verhandelen.
- Friese veepraam. Friese bouworde. (Schutten, p. 243. Verzameling Friese pramen  inv. 2.8.) Draagvermogen 5 tot 6 ton. Transport van mest, hooi, koeien, etc.
- Berlikumse praam. Kennemer bouworde. (Schutten, p. 159. Verzameling Berlikumse pramen inv. 3.6.) Draagvermogen 3 ton. Transport van aardappelen en groenten naar de veiling.
- Waterlandse praam. West-Friese bouworde. (Schutten, p. 163. Verzameling vaartuigen van Waterland. inv. 4.4.) Draagvermogen ? Transport van mest.
- Boeierpraam. Zuid-Hollandse bouworde. (Schutten p.384. Verzameling van Drentse en Overijsselse turfpramen inv. 8.14.6.)  Draagvermogen 70 tot 80 ton.  De boeierpraam zou in het voorschip ronde kimmen hebben, in het achterschip een hoekige kim.[1] In de negentiende eeuw werden de Drentse en Overijsselse kanalen druk bevaren door turfscheepjes, zoals de boeierpraam. Zij vervoerden turf van de veengebieden naar de overslagplaatsen, zoals de Turfmarkt in Zwartsluis. Door hun geringe diepgang konden de scheepjes op de smalle en ondiepe sloten in het veengebied varen en daar direct turf laden. Zij waren echter niet geschikt om turf over de Zuiderzee naar Holland te zeilen. Voor dat doel waren schepen in de vaart. In de collectie van het Zuiderzeemuseum bevindt zich een in 1902 door G.J. van Meppel uit Goor gebouwde ijzeren geklonken 'boeier praam'. Het schip werd gebruikt voor het transport van turf van de firma Kats uit Zwartsluis. De turf die Kats uit Drenthe haalde, werd in Zwartsluis met de hondenkar uitgevent.[2]

## Pramenrace
Op de Westeinder Plassen in Aalsmeer wordt jaarlijks een Pramenrace gehouden. Dit vindt plaats op de tweede zaterdag van september.